# Стереотипи німців

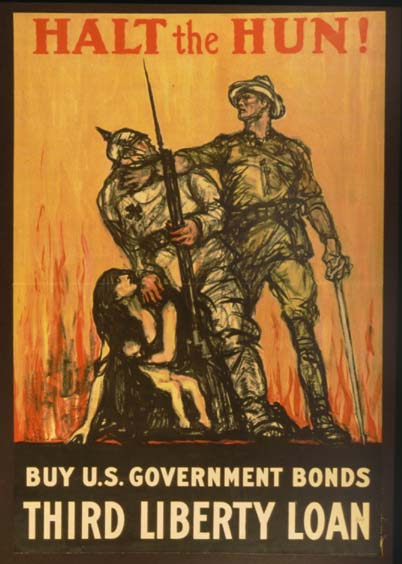
Під час Першої світової війни німців характеризували як диких гунів. Це сталося після виступу кайзера під час боксерського повстання.

Стереотипи німців — реальні чи вигадані характеристики німецького народу, що використовують люди, які бачать німецький народ як єдину та однорідну групу.

## Стереотипи серед німців
Існують стереотипи західних німців, вессів, особливо «Besserwisser» (людей, які завжди знають все краще), та східних німців оссів.

## Позитивні стереотипи

### Надзвичайно пунктуальні люди
Згідно зі стереотипом, у Німеччині все відбувається строго за розкладом, німці не терплять запізнення з будь-якого приводу і пишаються своєю пунктуальністю. Частково цьому сприяв схожий імідж німецької трудової етики, який сприймали американські військовослужбовці у післявоєнний період: «Багато західних німців серйозно ставляться до своїх обов'язків, дотримуються свого розкладу та не люблять багато перерв на чай чи каву». Німецька залізнична система, яка час від часу затримується, була позбавлена цього стереотипу[неякісне джерело]. Пунктуальність і дисциплінованість німців була висміяна у газеті The Guardian.

### Любов до порядку
Любов до порядку, організації та планування є стереотипом німецької культури. Вважається, що в Німеччині існує велика кількість правил (наприклад, тролі, що займаються авторським правом, часто є виходцями Німеччини), і вважають, що німці із задоволенням їх дотримуються. У романі Джерома К. Джерома «Троє на бумелі» висміюється сприйняте німецьке прагнення до правил і пристрасть у їх дотриманні; упорядковане життя німецького народу детально розглядається в цьому романі[неякісне джерело].

## Негативні стереотипи

### Без балачок
Більшість людей думають, що німці всі прямолінійні та недипломатичні. Предмет розмов більшості іноземців це нездатність німців вести світську розмову та їхню неромантичність[неякісне джерело].

### Нацизм
Щодо Німеччини, яка вчинила Голокост і розпочала Другу світову війну, німців часто сприймають як нацистів. Цей стереотип, хоч і рідко зустрічається та зберігається донині. Після війни до німців часто ставилися з презирством, оскільки інші європейці звинувачували їх у нацистських злочинах. Німці, які перебували за кордоном, особливо в 1950-х і 1960-х роках, не рідко були предметом ображеня з боку місцевих жителів та іноземців, які, можливо, втратили свої сім'ї або друзів під час тих звірств. Сьогодні в Європі та в усьому світі (особливо в країнах, які воювали проти Осі) німці можуть бути ображені людьми похилого віку, які ще живі, та пережити звірства, вчинені нацистськими німцями, під час Другої світової війни. Це викликало суперечки для багатьох німців, спричинивши численні дискусії та суперечки серед науковців і політиків у післявоєнній Західній Німеччині (наприклад, «Historikerstreit» [аргумент істориків] у 1980-х роках) і після Возз'єднання. Дискусія в основному йшла про роль, яку має відігравати об'єднана Німеччина у світі та Європі. Роман Бернарда Шлінка «Читець» розповідає про те, як повоєнні німці вирішували це питання.

### Без почуття гумору
Німці часто сприймаються як жорсткі та позбавлені гумору. Існує багато згадок у популярної культурі про відсутність гумору в Німеччині, яскравим прикладом є епізод Funnybot з South Park. Едвард Т. Холл, американський соціолог і міжкультурний експерт, визначив певні виміри для пояснення культурних відмінностей. Він, зокрема, зазначив, що німці, як правило, люди, орієнтовані на досягнення цілі, тоді як, наприклад, французи, загалом віддають перевагу особистим стосункам.

## Ставлення конкретних країн

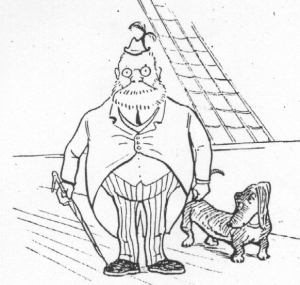
Персонаж Федеріко фон Пілзенер, створений Педро Суберкасо та показаний у чилійському коміксі 1906 та 1907 років, заснований на стереотипах німців.

Британські таблоїди часто зображують німців негативно.
Під час грецької боргової кризи Німеччина стала загальним об'єктом критики як жорстока та непоступлива.
У Росії стереотип про зовнішню серйозність німців є основою для подальшого уявлення про те, що вони холодні і неромантичні люди. Доброзичливості пересічного німця можуть не помітити туристи, які можуть помітити лише небажання мати справу з абсолютно незнайомими людьми[неякісне джерело]. Росіяни, з іншого боку, також мають позитивний стереотип німців через те, що вони серйозні та пунктуальні, а також гарні підприємці, що служить для росіян натхненням для розвитку.
Сполучені Штати мають неоднозначне ставлення до Німеччини, зокрема фільми про Другу світову війну зазвичай зосереджуються на німцях, а не на японцях чи італійцях. З 1930-х років і до наших днів Голлівуд все ще зображує та використовує німецьких нацистів як лиходіїв у таких фільмах, як Перший месник, Брудна дюжина, Індіана Джонс: У пошуках втраченого ковчега, Ракетчик та Безславні виродки.